# 21471 Pavelchvykov
21471 Pavelchvykov este un asteroid din centura principală de asteroizi.

## Descriere
21471 Pavelchvykov este un asteroid din centura principală de asteroizi. A fost descoperit pe 21 aprilie 1998 la Socorro, New Mexico, în cadrul proiectului LINEAR. Asteroidul prezintă o orbită caracterizată de o semiaxă mare de 2,64 ua, o excentricitate de 0,20 și o înclinație de 11,6° în raport cu ecliptica.